# Jean-Luc Cester
Pour les articles homonymes, voir Cester.
Pas d'image ? Cliquez ici

a Compétitions nationales et continentales officielles uniquement.

Jean-Luc Cester, né le 30 mai 1966 à L'Isle-Jourdain, est un joueur français de rugby à XV évoluant au poste de troisième ligne.
Il joue notamment au sein des clubs du Stade toulousain, du FC Lourdes, du CA Lannemezan, du Stadoceste tarbais et du Blagnac SCR.

## Biographie
Il entre dans l'histoire de la Coupe d'Europe en inscrivant le premier essai de l'histoire de la compétition.
En 2001, il continue sa carrière de joueur au niveau amateur, rejoignant le Blagnac SCR dans l'agglomération toulousaine.
Il est le neveu de Élie Cester (1942-2017), également joueur de rugby.